# 嘉遠縣
嘉远县（越南语：／）是越南宁平省下辖的一个县。

## 地理
嘉远县南接华闾市，北接和平省乐水县，东北接河南省青廉县，东接南定省懿安县，西接儒关县。

## 历史
1975年12月27日，宁平省和南河省合并为河南宁省，嘉远县随之划归河南宁省管辖。
1977年4月27日，儒关县和嘉远县合并为黄龙县。
1981年4月9日，黄龙县以嘉清社、嘉春社、嘉镇社、嘉新社、嘉立社、嘉云社、嘉胜社、嘉进社、嘉宁社和嘉旺社10社重新析置嘉远县，县莅嘉旺社。
1986年4月1日，嘉旺社和嘉盛社析置楣市镇。
1991年12月26日，河南宁省重新分设为南河省和宁平省，嘉远县划归宁平省管辖。
2008年11月6日，嘉旺社和嘉盛社部分区域划归楣市镇管辖。
2024年12月10日，越南国会常务委员会通过决议，自2025年1月1日起，嘉胜社和嘉进社合并为进胜社，嘉旺社、嘉盛社和楣市镇合并为盛旺市镇。

## 行政区划
嘉远县下辖1市镇17社，县莅盛旺市镇。
- 盛旺市镇（Thị trấn Thịnh Vượng）
- 嘉和社（Xã Gia Hòa）
- 嘉兴社（Xã Gia Hưng）
- 嘉乐社（Xã Gia Lạc）
- 嘉立社（Xã Gia Lập）
- 嘉明社（Xã Gia Minh）
- 嘉丰社（Xã Gia Phong）
- 嘉富社（Xã Gia Phú）
- 嘉方社（Xã Gia Phương）
- 嘉生社（Xã Gia Sinh）
- 嘉新社（Xã Gia Tân）
- 嘉清社（Xã Gia Thanh）
- 嘉镇社（Xã Gia Trấn）
- 嘉中社（Xã Gia Trung）
- 嘉春社（Xã Gia Xuân）
- 嘉云社（Xã Gia Vân）
- 连山社（Xã Liên Sơn）
- 进胜社（Xã Tiến Thắng）

## 经济
嘉远县以农业为主，最近工业发展迅速，新建造了嘉口、嘉云、嘉生等工业区。旅游业发展也很迅速，有沛嵿寺、翟龙寺、鸡渠等景点。